# Jordi Valls i Pozo

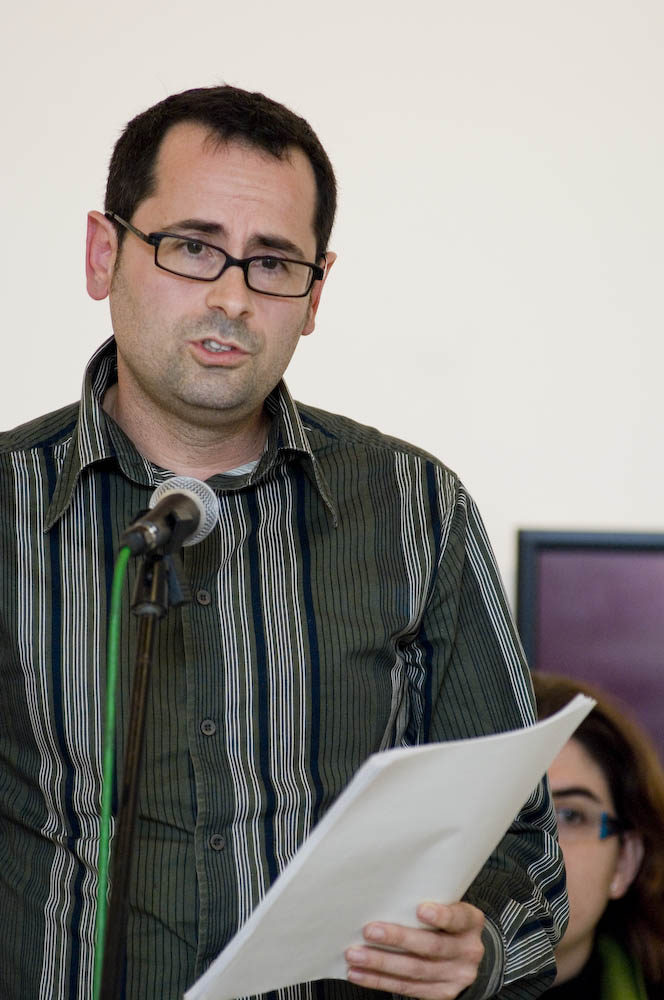
Jordi Valls en Còdols, la Bienal de poesía Catalana (Sardañola del Vallés) 2007

Jordi Valls i Pozo (Barcelona, 25 de enero de 1970) es un poeta catalán. 
Vive en Santa Coloma de Gramanet. Presidió la Associació de Joves Escriptors en Llengua Catalana (Asociación de Jóvenes Escritores en Lengua Catalana) entre 1994 y 1996, siendo actualmente miembro de la Associació de Escriptors en Llengua Catalana (Asociación de Escritores en Lengua Catalana).
Ha sido traducido a diferentes idiomas: castellano, inglés, italiano, portugués, rumano.
Al ganar los juegos florales de poesía de Barcelona en 2006 se convirtió en el primer poeta en ostentar el título de Poeta de la Ciutat de Barcelona.

## Obra
- 1995: D'on neixen les penombres?
- 1998: Natura morta
- 2000: Oratori
- 2003: La mel d'Aristeu
- 2005: La mà de batre
- 2006: Violència gratuïta
- 2008: Última oda a Barcelona (con Lluís Calvo i Guardiola).
- 2010: Felix Orbe - Editorial Denes. ISBN 978-84-92768-51-6
- 2011: Ni un pam de net al tancat dels ànecs - Editorial Pont del Petroli.
- 2013: Mal - Editorial Meteora.
- 2015: L' illa misteriosa - Editorial Meteora.
- 2016: Guillem Tell - Editorial Adia.
- 2019: Pollo - Editorial Tanit.
- 2019: Penumbras - Editorial Godall.
- 2021: Pla 10 de l'espai exterior - Tres i Quatre.
- 2023: Tractatus de la mort de la poesia catalana - Editorial La Breu.

## Premios
- Premio Martí Dot de Sant Feliu de Llobregat (1994) por D'on neixen les penombres?
- Premio Vila de Martorell de poesía (1998) por Natura morta
- Premio Senyoriu d'Ausiàs March (1999) por Oratori
- Premio Gorgos de poesía (2003) por La mel d'Aristeu
- Premio Grandalla de poesía en la Nit Literària Andorrana (2004) por La mà de batre
- Premio Jocs Florals de Barcelona (2006) por Violència gratuïta
- Premio Cadaqués a Rosa Leveroni (2014) por L' illa misteriosa
- Premio V.A. Estellés. Premis Octubre (2020) por Pla 10 de l'espai exterior